# Rudno-Rudziński
Rudno-Rudziński je šlechtický rod pocházející původně z Mazovska. První zmínka o tomto rodu pochází z 16. století, kdy je zmíněn mazovský vévoda Albert Rudziński. V 18. století přišel rod z Polska do Opavy, kde se natrvalo usadil. V roce 1847 zakoupil člen rodu Karl Matthias von Rudno-Rudziński (1784-1865) zámek v Ondřejovicích společně s příslušejícím statkem. Následujícím držitelem byl jeho syn Eduard (1812-1874). Pět z celkem patnácti Eduardových dětí tento statek vlastnilo ještě na počátku 20. století.
V roce 1899 byl příslušník rodu Carl Rudziński von Rudno velitelem 3. pěšího pluku.